# Thần tình yêu
Ái thần hay Thần tình yêu là phim điện ảnh Trung Quốc, đạo diễn bởi Hoa Minh .

## Nội dung
Bộ phim chia thành ba câu chuyện tình yêu riêng biệt.
Câu chuyện thứ nhất kể về nữ nhân vật chính Tô Tiểu Bối (Vương Tử Văn đóng) cùng với anh bạn đồng nghiệp mới tại công ty bách hóa tên là Ngô Thiên Lãng (Nhiệm Trọng đóng). Đó là một tình yêu mới chớm nở, trong trẻo, tràn ngập sắc màu vui tươi của cuộc sống.
Câu chuyện thứ hai xảy ra giữa chàng nha sĩ Tư Tùng (Chung Hán Lương đóng) và cô nhân viên công ty nước ngoài Lê Lê (Trương Lệ đóng). Tình yêu đối với họ giống như một cuộc đấu trí cân não và không ai muốn làm kẻ bại trận. Họ cứ luẩn quẩn mãi trong vòng xoáy của lợi ích cá nhân, công việc sự nghiệp và tình yêu trước ngưỡng cửa hôn nhân.
Thế nhưng cuối cùng, tình yêu đích thực mà Tô Tiểu Bối tìm thấy lại chính là anh chàng nha sĩ Tư Tùng. Định mệnh đã đưa họ đến bên nhau, liệu họ có thể cùng nhau viết nốt một kết cục tốt đẹp cho câu chuyện thứ ba của "Thần Tình Yêu" hay chăng?

## Diễn viên
Chung Hán Lương vai Tư Tùng
Vương Tử Văn vai Tô Tiểu Bối
Nhâm Trọng vai Ngô Thiên Lãng
Trương Lệ vai Lê Lê
Ngô Hân vai Tây Tây
Hà Đỗ Quyên vai Chủ tiệm hoa
Trương Tây vai Sếp của Tô Tiểu Bối
Hàn Đống vai Nhân viên công ty mưu hại Lê Lê
Hồng Thiên Minh vai Sếp Trương
Quan Lăng vai Y tá Bàn Kim Liên
Purba Rgyal vai Tiểu Lý, chồng Kim Liên người tình trong mông của Tô Tiểu Bối
Tiêu Kiếm vai Các Đại Cương

## Nhân viên sản xuất
Nhà sản xuất: Lữ Đông Dương, Phùng Khải Suất, Trương Bồi Lị, Lại Văn Thiều
Giám đốc sản xuất: Tiền Vĩnh Cường, Phùng Khải Suất
Trợ lý đạo diễn: Lưu Hải
Nhiếp ảnh: Ngũ Văn Chửng
Âm nhạc: Kim Bồi Đạt
Biên tập: Thái Ngọc Lâm
Thiết kế mỹ thuật: Hoàng Kim Phúc
Thiết kế thời trang: Dương Uất Ba

## Âm nhạc
| No. | Tên           | Tên gốc  | Trình bày                     | Ghi chú |
| --- | ------------- | -------- | ----------------------------- | ------- |
| 1   | Thần tình yêy | 《爱神》 | Hồ Dương Lâm, Chung Hán Lương | [ 5 ]   |